# Myriam Muller
Myriam Muller (Ciutat de Luxemburg, 12 d'abril de 1971) és una actriu de cinema i teatre luxemburguesa.
El director Pol Cruchten li va oferir el seu primer paper important a la pel·lícula Hochzäitsnuecht, que es va projectar a la secció Un Certain Regard al Festival Internacional de Cinema de Cannes de 1992.
Sota la direcció de Jean Delannoy va interpretar el paper de Maria, mare de Jesús a la pel·lícula Maria de Natzaret. Després va tenir petits papers a les pel·lícules 8 femmes ½. de Peter Greenaway. i L'ombra del vampir. d'E. Elias Merhige, abans d'obtenir un paper principal a la pel·lícula Le Club des chômeurs, d'Andy Bausch.

## Filmografia
- 1992, Hochzäitsnuecht: Catherine
- 1995, Maria de Nazaret: Maria
- 1996, Le Cygne d'Odense (TV)
- 1998, L'Assassin pleurait (TV)
- 1999, 8 femmes ½: Marianne, Emmenthal Maid
- 2000: L'ombra del vampir: Maria
- 2001, Le Club des chômeurs: Angie
- 2004, PiperMint... das Leben: Mama Mint
- 2005, Starfly: La mare de Bobby
- 2006, Deepfrozen: Tupper Tussi
- 2006, Perl oder Pica: Tia Zëss
- 2010, Nosaltres tres, de Renaud Bertrandː Jacqueline
- 2011, La Très excellente et divertissante histoire de François Rabelais d'Hervé Baslé (TV), de Hervé Baslé: Marguerite de Navarre
- 2012, Doudege Wénkel, de Christophe Wagnerː Cécile
- 2013, Belle époque, d'Andy Bausch
- 2015, Mamme Jong, de Jacques Molitor: Sophie
- 2017, Rusty Boys, d'Andy Bausch: Maisy
- 2018, Article 19-42, de Julien Becker[1]

## Teatre (selecció)
- Les Monologues du vagin, d'Eve Ensler
- Hamlet, de William Shakespeare
- Trahisons, de Harold Pinter
- BASH, de Neil LaBute